# Classic
Classic – discopolowa grupa muzyczna. Została założona w 1992 w Iłowie.

## Historia
Na początku skład zespołu stanowili: Robert Klatt, Jacek Ambroziak i Waldemar Kiełbasiński. W lutym 1993 Kiełbasińskiego zastąpił Mariusz Winnicki. Grupa od początku zyskała w swoim regionie duże grono wielbicieli. W 1995 zespół wydał swoją pierwszą kasetę pt. Jolka Jolka. Do tytułowej piosenki tej kasety powstał również teledysk, a piosenką promującą tę kasetę był utwór Piękną miałaś twarz. Wiosną 1996 ukazała się płyta CD Jolka Jolka i dołączono kilka nowych przebojów m.in. Tam za rzeką.
W 1997 kapelę opuścił Ambroziak. Zastąpił go Wiesław Uczciwek. W kwietniu 1997 ukazała się nowa płyta i kaseta zespołu pt. Warto żyć. Promowała ją tytułowa piosenka Warto żyć do której nakręcony został wideoclip, który został pokazany w programie Disco Polo Live w telewizji Polsat. Drugim utworem promującym płytę i kasetę Warto żyć był utwór pt. Jesteś wielkim spełnieniem moich marzeń. Również w roku 1997 zespół Classic wyjechał do USA. Za album „Warto żyć” otrzymali złotą i platynową płytę. Później w 1998 grupa koncertowała także w Wiedniu i w Niemczech. Wraz z zespołem Boys zagrała łącznie 35 koncertów.
W kwietniu 1999 roku ukazał się czwarty album zespołu – To dla Was. Był to przełomowy rok kariery zespołu Classic, który w tym roku zagrał 172 koncerty. Z tego okresu pochodzą takie przeboje jak: Jeszcze dzień, Nie chcę więcej, To dla was, Masz w sobie coś, Obejmij mnie. Dzięki firmie napojów energetycznych Power Horse zespół grał swoją trasę koncertową zatytułowaną CLASSIC POWER TOUR. W 2001 zespół radykalnie się zmienił. Grupę opuścił perkusista Krzysztof Rybus, a dołączyli: gitarzysta Waldemar Orłowski i perkusista Michał „Kacper” Kacperczyk. W 2002 dwaj wcześniej wspomnieni odeszli, a zastąpili ich: Tomasz Orłowski i Sebastian Dorosiewicz (także gitarzysta i perkusista). W 2003 grupa wyruszyła na dwie trasy koncertowe. Wtedy doszedł saksofonista Mieczysław Grubiak. W 2005 zespół opuścił Wiesław Uczciwek, a zastąpił go Norbert Sztuk. 
W grudniu 2005 grupa zagrała kolędy, zarejestrowane na zlecenie firmy Carlsberg Polska, które zostały dołączone do zimowej promocji produktów takich jak: Kasztelan Zimowy, Piast czy Bosman. Dwa lata później z kapeli odszedł Norbert Sznuk, a jego miejsce zajął Piotr Strycharski – wieloletni przyjaciel zespołu. W tym samym roku po raz pierwszy w historii zespół zaczął koncertować na Juwenaliach Studenckich. W 2009 roku Classic wydał kolejną płytę pt. „Wielka Kolekcja” w której były największe hity tego zespołu. W lipcu 2010 zespół wydał kolejną płytę pt. „Wszystko się zmienia”. Znalazły się tam takie piosenki jak: W perły zmienić deszcz, Tutaj jest oraz Wszystko się zmienia. Za ten album otrzymali platynową płytę za sprzedaż ponad 30 tysięcy egzemplarzy. 
27 września 2017 zmarł Wiesław Uczciwek – klawiszowiec zespołu w latach 1997–2005.
Wydane w 2017 single „Ja dla Ciebie, Ty dla mnie” oraz „Miłość gorąca jak ogień” osiągnęły certyfikaty złotych płyt.

## Obecny skład
- Mariusz Winnicki (wokal, gitara akustyczna)
- Łukasz Zacieski (gitara prowadząca)
- Piotr Strycharski (instrumenty klawiszowe)
- Sebastian Dorosiewicz (perkusja)
- Robert Klatt (wokal, keyboard)
- Jacek Kalwas (realizacja dźwięku live)
- Artur Dryla (technik sceny)

## Dyskografia
- Jolka Jolka (1996)
- Warto żyć (1997)
- Składanka (1997)
- To dla was (1999)
- Millenium Mix (2000)
- Bilet do nieba (2002)
- Classic-WIELKA KOLEKCJA (2009)
- Wszystko się zmienia (2010)
- Hits for DJ's (2014)
- Diamentowa Kolekcja Disco Polo-Classic (2014)
- Miłego dnia (2016)

## Teledyski
- Jolka, Jolka (1995)
- Piękną miałaś twarz (1996)
- Za rzeką (1996, klip koncertowy)
- Biodro przy bioderku (1996)
- Wszystko jest w nas (duet z zespołem Boys)
- Do widzenia (1996)
- Warto żyć (1997)
- Jesteś wielkim spełnieniem (lato 1997)
- Nie kochasz, to nie kochaj (1997)
- Hej, czy Ty wiesz (1997)
- Szatan z VII klasy
- Świąteczne dni (duet z zespołem Boys)
- Celestynka
- Zabrałaś mi lato
- Pomóżmy im (duet z zespołem Boys)
- Jeszcze dzień, najwyżej dwa (cover zespołu Czerwone Gitary)
- Masz w sobie coś
- Obejmij mnie
- Nie chcę więcej
- To dla Was
- Niespełnione marzenia (duet z zespołem Boys)
- Najpiękniejsze chwile
- Właśnie dzisiaj
- Nie zapominaj o mnie
- W taką ciszę (cover zespołu Universe)
- Zostań ze mną
- Samotna dziewczyna
- W perły zmienić deszcz (cover zespołu Universe)
- Wszystko się zmienia
- Tobie podaruję
- Tak blisko
- Byle było tak (cover Krzysztofa Krawczyka)
- To nie przyjaźń tylko miłość
- Trzecia miłość żagle (cover zespołu Czerwone Gitary)
- Wakacyjny hit
- Niebo za rogiem (duet z zespołem Boys)
- Miłego dnia (cover Damiana Skoczyka)
- Nie płacz Ewka (cover zespołu Perfect)
- Miłość gorąca jak ogień
- Ja dla Ciebie Ty dla mnie
- Umów się ze mną
- Daj mi znak
- Chciałbym Ci powiedzieć
- Będę czekać
- Możesz

## Notowania na listach przebojów
| Rok  | Utwór                      | Najwyższa pozycja |
| ---- | -------------------------- | ----------------- |
| 2015 | Miłego dnia                | 4                 |
| 2016 | Nie płacz Ewka             | 2                 |
| 2017 | Miłość gorąca jak ogień    | 1                 |
| 2017 | Ja dla Ciebie, Ty dla mnie | 1                 |
| 2019 | Umów się ze mną            | 1                 |
| 2019 | Daj mi znak                | 9                 |